# Aegon International 2010
Aegon International 2010 - чоловічий і жіночий тенісний турнір, що проходив на відкритих кортах з трав'яним покриттям. Це був 36-й за ліком турнір серед жінок і 2-й - серед чоловіків. Належав до серії Premier у рамках Туру WTA 2010, а також до серії 250 у рамках Туру ATP 2010. Проходив у Devonshire Park Lawn Tennis Club в Істборні (Англія) з 13 до 19 червня 2010 року.

## Учасники

### Сіяні учасники
| Спортсмен             | Країна    | Рейтинг* | Сіяний |
| --------------------- | --------- | -------- | ------ |
| Ніколас Альмагро      | Іспанія   | 18       | 1      |
| Фелісіано Лопес       | Іспанія   | 31       | 2      |
| Жиль Сімон            | Франція   | 33       | 3      |
| Жульєн Беннето        | Франція   | 38       | 4      |
| Гільєрмо Гарсія-Лопес | Іспанія   | 40       | 5      |
| Орасіо Себальйос      | Аргентина | 42       | 6      |
| Олександр Долгополов  | Україна   | 46       | 7      |
| Мікаель Льодра        | Франція   | 47       | 8      |

- Рейтинг подано станом на 7 червня 2010.

### Інші учасники
Нижче наведено учасників, які отримали вайлд-кард на участь в основній сітці:
- Jamie Baker
- Жиль Сімон
- James Ward[1]

Гравці, що пробились в основну сітку через стадію кваліфікації:
- Мартін Еммріх
- Андрій Кузнєцов
- Джованні Лапентті
- Кей Нісікорі

## Учасниці

### Сіяні учасниці
| Спортсменка        | Країна    | Рейтинг* | Сіяна |
| ------------------ | --------- | -------- | ----- |
| Каролін Возняцкі   | Данія     | 3        | 1     |
| Франческа Ск'явоне | Італія    | 6        | 2     |
| Саманта Стосур     | Австралія | 7        | 3     |
| Агнешка Радванська | Польща    | 8        | 4     |
| Кім Клейстерс      | Бельгія   | 9        | 5     |
| Флавія Пеннетта    | Італія    | 10       | 6     |
| Лі На              | КНР       | 11       | 7     |
| Маріон Бартолі     | Франція   | 12       | 8     |

- Рейтинг подано станом на 7 червня 2010.

### Інші учасниці
Нижче наведено учасниць, які отримали вайлд-кард на участь в основній сітці:
- Олена Балтача
- Енн Кеотавонг
- Світлана Кузнецова[2]

Гравчині, що пробились в основну сітку через стадію кваліфікації:
- Катерина Макарова
- Кароліна Шпрем
- Гезер Вотсон
- Александра Возняк

## Фінальна частина

### Чоловіки. Одиночний розряд
Мікаель Льодра —  Гільєрмо Гарсія-Лопес, 7–5, 6–2
- Для Ллодри це був 2-й титул за сезон і 5-й за кар'єру.

### Одиночний розряд. Жінки
Катерина Макарова —  Вікторія Азаренко 7–6(7–5), 6–4
- Для Макарової це був перший титул за кар'єру.

### Парний розряд. Чоловіки
Маріуш Фирстенберг /  Марцін Матковський —  Колін Флемінг /  Кен Скупскі 6–3, 5–7, [10–8]

### Парний розряд. Жінки
Ліза Реймонд /  Ренне Стаббс —  Квета Пешке /  Катарина Среботнік, 6–2, 2–6, [13–11]